# Adam Joseph Maida
Pour les articles homonymes, voir Maida (homonymie).
Adam Joseph Maida, né le 18 mars 1930, est un cardinal américain, archevêque émérite de Détroit dans le Michigan (États-Unis) depuis 2009.

## Biographie

### Prêtre
Adam Joseph Maida a obtenu une licence de théologie à Baltimore (Maryland), une licence en droit canon à l'Université pontificale du Latran à Rome et un doctorat en droit civil à Pittsburgh (Pennsylvanie). Il a été admis au barreau de Pennsylvanie ainsi que devant la Cour suprême des États-Unis.
Il est ordonné prêtre le 26 mai 1956 pour le diocèse de Pittsburgh en Pennsylvanie par le cardinal John Dearden.
Il partage alors son ministère entre de la pastorale paroissiale, les services diocésains où il est vice-chancelier et siège au tribunal diocésain et l'enseignement de la théologie.

### Évêque
Nommé évêque de Green Bay dans le Wisconsin le 8 novembre 1972, il est consacré le 25 janvier 1984 par le cardinal Pio Laghi.
Le 28 avril 1990, il est nommé archevêque de Détroit. Le 14 juillet 2000 il reçoit en plus la charge de supérieur de la mission sui juris des îles Caïmans.
Il se retire le 5 janvier 2009, à près de 79 ans. Allen Vigneron lui succède comme archevêque de Détroit et supérieur de la mission des îles Caïmans.

### Cardinal
Il est créé cardinal par le pape Jean-Paul II lors du consistoire du 26 novembre 1994 avec le titre de cardinal-prêtre des Santi Vitale, Valeria, Gervasio e Protasio.
Au sein de la curie romaine, il est membre de la Congrégation pour le clergé, de la Congrégation pour l'éducation catholique, du Conseil pontifical pour la pastorale des migrants et des personnes en déplacement et du Conseil pontifical pour les textes législatifs.
Le cardinal Maida est conseiller du comité consultatif du fonds de pension Ave Maria Mutual Funds et membre du conseil d'administration de l'université catholique d'Amérique.
Il participe au conclave de 2005 qui voit l'élection de Benoît XVI.
Il atteint les quatre-vingts ans le 18 mars 2010, ce qui l'empêche de prendre part aux votes des conclaves de 2013 (élection de François) et de 2025 (élection de Léon XIV).